# 穆塔扎·布托
穆塔扎·布托（Mir Ghulam Murtaza Bhutto，烏爾都語：
，1954年9月18日—1996年9月20日），前巴基斯坦總統阿里·布托及努斯拉特·布托（Nusrat Bhutto）的长子。他於1996年在喀拉蚩的一次衝突中，被警察打死，但他的姐姐前巴基斯坦總理班娜姬·布托相信這是一次意圖謀殺。

## 連結
- Interview with FatimaBhutto （页面存档备份，存于） Radio France Internationale in English